# Kristína Peláková
Kristína Peláková (20. kolovoza 1987., Svidník, Slovačka) je slovačka pjevačica. Pjevati, plesati i svirati je počela u djetinjstvu u Svidníku. Na savjet svoje profesorice glazbenog pridružila se glazbenom konzervatoriju u Košicama gdje je postala glavna pjevačica. Tijekom studija je u Jazz klubu u radu upoznala svog producenta Martina Kavuliča koji joj je pomogao sklopiti ugovor s H.o.M.E.-om. 2007. je s reperom Opakom objavila svoj prvi singl koji se zvao "Som tvoja". 2008. je izdala singl "Vráť mi tie hviezdy" koji je postigao uspjeh. Te je godine izdala i svoj prvi album koji se zvao "....ešte váham". 2010. je pobijedila na nacionalnom izboru, te je prošla na Euroviziju s pjesmom "Horehronie" osvojivši prvo mijesto u televotingu i drugo kod žirija. U polufinalu 25. svibnja je osvojila 16. mjesto s 24 boda.

## Diskografija
- ....ešte váham (2008.)